# Croatia Bol Open 2018
Il Croatia Bol Open 2018 è stato un torneo di tennis giocato sul terra rossa. È stata la 13ª edizione del torneo che fa parte della categoria WTA 125s nell'ambito del WTA Challenger Tour 2018. Si è giocato al Tennis Club Kastela di Bol in Croazia dal 5 al 10 giugno 2018.

## Teste di serie
| Nazionalità | Giocatrice                | Ranking* | Testa di serie |
| ----------- | ------------------------- | -------- | -------------- |
| Ucraina     | Kateryna Kozlova          | 67       | 1              |
| Polonia     | Magda Linette             | 68       | 2              |
| Australia   | Ajla Tomljanović          | 69       | 3              |
| Italia      | Sara Errani               | 75       | 4              |
| Slovacchia  | Anna Karolína Schmiedlová | 77       | 5              |
| Cina        | Wang Yafan                | 82       | 6              |
| Svizzera    | Viktorija Golubic         | 110      | 7              |
| Colombia    | Mariana Duque Mariño      | 112      | 8              |

* Ranking al 28 maggio 2018.

## Altre partecipanti
Le seguenti giocatrici hanno ricevuto una wildcard per il tabellone principale:
- Lea Bošković
- Tena Lukas
- Barbora Štefková

## Campionesse

### Singolare
Tamara Zidanšek ha sconfitto in finale  Magda Linette col punteggio di 6–1, 6–3.

### Doppio
Mariana Duque Mariño /  Wang Yafan hanno sconfitto in finale  Sílvia Soler Espinosa /  Barbora Štefková col punteggio di 6–3, 7–5.